# ابراهام نیتزان
ابراهام نیتزان (انگلیسی: Abraham Nitzan؛ زادهٔ ۱۹۴۴) دانشمند در زمینه فیزیک‌شیمی، از اعضای وابسته خارجی آکادمی ملی علوم اهل اسرائیل است.

## تحصیلات
نیتزان از دانش‌آموختگان دانشگاه عبری اورشلیم است.

## جوایز
وی همچنین برندهٔ جوایزی همچون برنامه فولبرایت و جایزه اسرائیل شده‌است.